# 伯氏斑皿蛛
伯氏斑皿蛛（学名：Lepthyphantes bonneti）为皿蛛科斑皿蛛属的动物。在中国大陆，分布于甘肃等地。该物种的模式产地在甘肃。